# Omladinska zadruga
Оmladinska zadruga je specifičan oblik netržišnog i neprofitnog privređivanja stimulisan poreskim olakšicama, radi izvršenja ekonomske, socijalne i vaspitne uloge za studente, đake i nezaposlenu omladinu. Zadruga obezbeđuje zadrugarima odgovarajuću pravnu i socijalnu sigurnost za vreme radnog angažovanja, odgovarajuće uslove za rad i zaštitu na radu, kao i sticanje radnih navika i praktičnih znanja potrebnih za stalno zaposlenje. Omladinska i studentska zadruga predstavlja način na koji se zadrugarima obezbeđuje da za potrebe poslodavaca, obavljaju povremene i slične poslove za koje se ne zasniva radni odnos, već se stiču sredstava za zadovoljavanje osnovnih, socijalnih, kulturnih i drugih ličnih i zajedničkih potreba zadrugara.

## Osnivanje omladinskih zadruga
Omladinska zadruga se osniva u skladu sa Zakonom o zadrugama i datim pravilima, a mogu je osnovati isključivo studenti, đaci i nezaposlena lica do 30 godina starosti. 
Zadrugu ne mogu osnovati preduzeća, ustanove, agencije, penzioneri, zaposlena lica, vlasnici preduzeća, agencija i radnji, političke stranke, društvene i sportske organizacije i sl.

Za osnivanje omladinske ili studentske zadruge neophodno je da najmanje deset fizičkih lica potpišu osnivački ugovor, da na Skupštini usvoje zadružna pravila,i da na osnivačkoj skupštini izaberu rukovodstvo. Zadruga se smatra osnovanom i stiče svojstvo pravnog lica upisom u registar Agencije za privredne registre. Prijava za upis u registar podnosi se Agenciji u roku od 30 dana od dana održavanja osnivačke skupštine. Uz prijavu za upis u registar podnose se:
- osnivački akt;
- zadružna pravila;
- zapisnik sa osnivačke skupštine;
- druge isprave i dokazi, u skladu si propisima kojima se uređuje upis u registar

## Područje poslovanja
Omladinska zadruga učlanjuje zadrugare i obavlja poslove za račun poslodavca samo na području opštine gde je registrovana. Ona može da učlanjuje zadrugare i obavlja poslove. Zadruga može otvarati poslovnice, odeljenja i slično izvan sedišta zadruge uz saglasnost Saveza kada je to u interesu omladinskog zadrugarstva i zadrugara.

## Uslovi i način sticanja statusa zadrugara
Zadrugar može biti student, učenik i nezaposleno lice od 15-30 godina starosti. Uz zahtev za sticanje statusa zadrugara podnose se dokazi o ispunjenju uslova kao što su lična karta, indeks, potvrda škole, potvrda o nezaposlenosti ili drugi odgovarajući dokazi. Isto lice ne može biti istovremeno zadrugar u više omladinskih i studentskih zadruga. Na početku svake kalendarske godine zadrugari podnose dokaze da ispunjavaju uslove propisane za sticanje svojstva zadrugara odnosno obnavljaju članstvo. Uz zahtev za učlanjenje podnose se fotokopije dokumenata neophodnih za učlanjavanje i to, zavisno od zanimanja: potvrda o redovnom školovanju ili djačka knjižica – (učenici), indeks – (studenti), ili radna knjižica – (nezaposleni). Sem toga, pri učlanjavanju (odnosno produženju članstva) se prilaže i jedna fotografija i fotokopija lične karte, ili ličnog pasoša.
Ugovor o privremenim i povremenim poslovima preko omladinske i studentske zadruge je ugovor sa ograničenim trajanjem ( do 120 radnih dana na jednom poslu ), i odnosi se na poslove za koje poslodavac ne predviđa zasnivanje radnog odnosa sa radnikom , jer su to poslovi koji su po svom karakteru povremeni, sezonski, zbog povećanog obima posla i sl. 

## Prednosti i pogodnosti za poslodavce
Sam predmet poslovanja zadruga je obavljanje privremenih i sezonskih poslova za potrebe poslodavca, kao i poslova privremene zamene odsutnog radnika, ali se pritom ne zasniva radni odnos. Poslodavac može biti svako poslovno sposobno, domaće i strano, pravno i fizičko lice, uključujući radnje, preduzetnike i slično.
Velika pogodnost angažovanja radnika preko omladinske zadruge je ta što poslodavac odmah i po principu “hitnog servisa” dobija radnika, i to putem samo jednog telefonskog poziva. Time izbegava obimnu administraciju i postupak prijave i potražnje određenih profila radnik, kao i oglašavanje regrutacije i selekcije određenoog profila. Poslodavac je u prilici da izabere jednog kandidata između više kandidata koje mu zadruga šalje na razgovor, i u prilici je da odmah zameni radnika koji neostvaruje prosečne rezultate. Poslodavac koji sarađuje sa omladinskom zadrugom ostvaruje manje troškove jer plaća samo efektifan rad(nije u obavezi da plaća odmor,bolovanje i sl.)
Poslodavac za svakog zadrugara pojedinacno ili za određenu grupu zadrugara , ako je angažovao više ljudi, dobija UPUT- za RAD, od strane zadruge, kojim se definišu uslovi rada,vrsta posla ,vreme i cena rada. Uput za rad se zakljucuje po završetku posla ili po isteku obračunskog perioda (na 15 dana ili jednom mesečno), na kome poslodavac evidentira ostvareni učinak( radne sate i bruto cenu rada) za svakog zadrugara pojedinačno, na osnovu čega zadruga izdaje račun za plaćanje i sprovodi isplatu zarade zadrugara po namirenju računa).
Najbitnije od svega je da poslodavac nema obavezu da drži radnika na poslu, ako nema dovoljan obim poslova, već može da mu zaključi uput za rad i da nastavi kada se za to steknu uslovi. Takođe poslodavac nema obavezu da organizuje posebnu službu koja bi vodila evidenciju o radu zadrugara i obračunatih zarada, poreza i slično.

## Način prestanka statusa zadrugara
Zadrugaru prestaje status zadrugara istupanjem iz zadruge, isključenjem iz zadruge, zasnivanjem radnog odnosa, nepodnošenjem dokaza da ispunjava uslove za status zadrugara (ne obnovi članstvo), smrću i prestankom rada zadruge.

## Način utvrđivanja i uplate članarine
Sredstva za troškove poslovanja i druge zajedničke potrebe, obezbeđuju zadrugari putem uplate članarine. Članarina se sastoji iz:
- članarine koja se uplaćuje godišnje u jednakom fiksnom iznosu i
- članarine koja je promenljiva i zavisi od visine ostvarene naknade za rad zadrugara, a utvrđuje se na osnovu jednakog procenta za sve zadruge i zadrugare.

### Prihod zadruge
Sredstva ostvarena radom zadrugara, koja poslodavac uplaćuje zadruzi u bruto iznosu, čine prihod zadruge.
Sredstva se sastoje od:
- neto zarada, odnosno naknada za rad zadrugara
- sredstva za troškove poslovanja i druge zajedničke potrebe
- sredstva za placanje poreza, doprinosa i drugih obaveza.

Ova sredstva nemaju karakter ličnih primanja iz radnog odnosa niti karakter provizije, odnosno naknade za izvršene usluge na tržištu. Sredstva za troškove poslovanja i druge zajedničke potrebe obračunavaju se iz ukupno ostvarene (bruto) zarade zadrugara po jedinstvenoj stopi od 10%. Ova sredstva imaju karakter članarine.
Zadruga za svoje omladince sa poslodavcima ugovara neto cenu rada koju i omladinci znaju na početku rada. Troškovi zadruge iznose 10% od ostvarene neto zarade omladinca i oni se zajedno sa pripadajućim porezima i doprinosima naplaćuju od poslodavca. Obračun zarada omladinaca je propisan zakonom i zadružnim pravilima i očekuje se da bude isti u svim zadrugama. 
Zarada članova zadruge, isplaćuju se preko štedne knjižice, žiro ili tekućeg računa.

## Prava i obaveze zadrugara
Zadrugar ima pravo:
- da obavlja poslove kod poslodavca pod jednakim uslovima, u skladu sa mogućnostima i kriterijumima za rad
- da ostvari naknadu za rad prema ugovoru sa poslodavcem
- na isplatu ostvarene zarade u roku koji ne može biti duži od 3 radna dana od dana uplate sredstava od strane poslodavca
- da bira i da bude biran u organe zadruge
- da podnosi predloge, predstavnike, žalbe, inicijative u vezi poboljšanja organizacije i uslova rada
- na sredstva i mere zaštite na radu koje obezbeđuje poslodavac
- na osiguranje u slučaju povrede na radu
- da bude informisan o radu zadruge i
- druga prava utvrđena Zakonom, Opštim i zadružnim pravilima i drugim opštim aktima zadruge

Zadrugar ima obavezu:
- da se pridržava odredbi Opštih i zadružnih pravila
- da čuva ugled Zadruge i zadrugarstva
- da neguje princip solidarnosti i druge zadružne principe
- da se pridržava radne i tehnološke discipline kod poslodavca
- da iz bruto zarade obezbedi sredstva za zakonske obaveze i članarinu za troškove poslovanja i druge zajedničke potrebe
- druge obaveze utvrđene Zakonom, Opštim i zadružnim pravilima i aktima Zadruge

## Organi upravljanja zadrugama
Organi zadruge su skupština, upravni odbor, nadzorni odbor, i direktor. Zadrugu zastupa i predstavlja direktor zadruge, bez ograničenja u okviru predmeta poslovanja zadruge.

## Propisi koji se primenjuju u radu zadruga
Propisi koji se odnose na rad i poslovanje omladinskih i studentskih zadruga su:
- Zakon o zadrugama (sl.list SRJ br. 41/96 i 12/98)
- Opšta pravila omladinskog i studentskog zadrugarstva (sl.list SRJ br.20/98)
- Zakon o radu (sl.gl.RS br. 24/05)
- Zakon o penzijsko invalidskom osiguranju (sl.gl.RS br. 34/03, 42/03)
- Zakon o zdravstvenom osiguranju (sl.gl.RS br.107/05)
- Zakon o porezu na dohodak građana ( sl.gl.br.24/01, 80/02)
- Zakon o doprinosima za obavezno soc.osiguranje (sl.gl.RS br.84/04)
- Zakon o PDV (sl.gl.RS br. 84/04)

## Spoljašnje veze
- Zakona o zadrugama
- Zakon o zapošljavanju i osiguravanju